# Vilâyet Sivas

Vilâyet Sivas im Osmanischen Reich

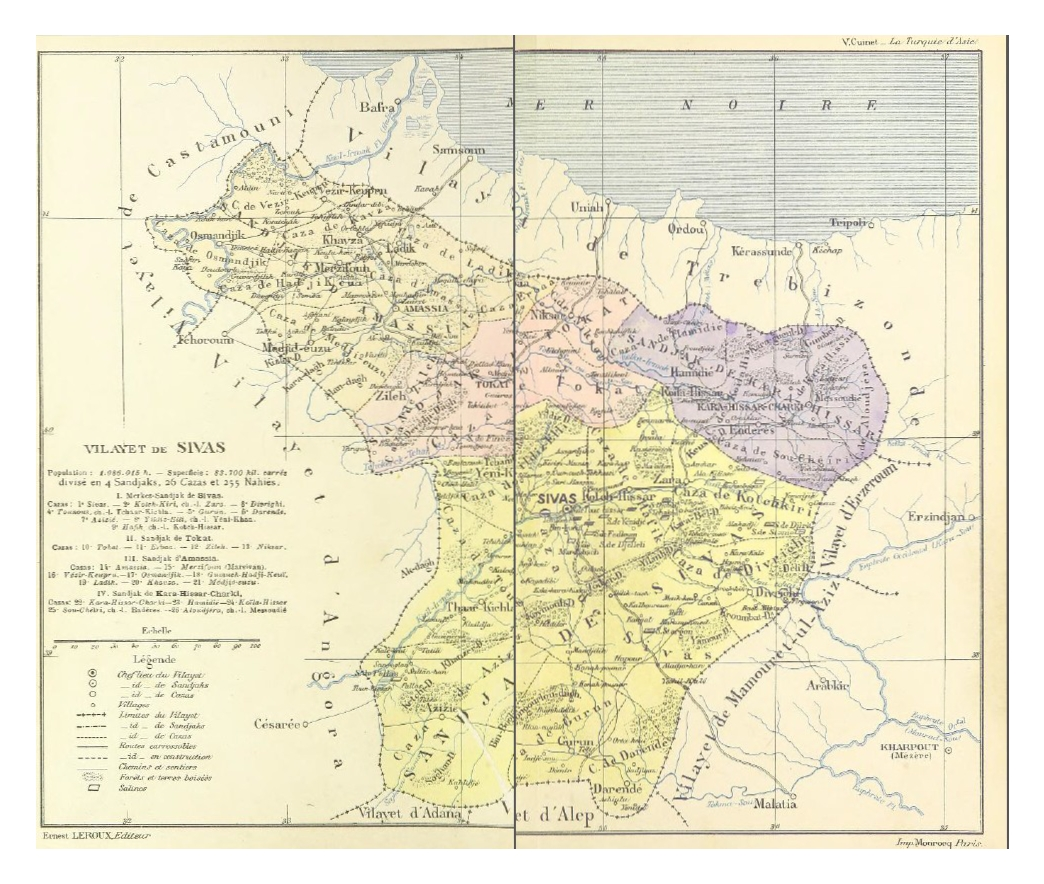
Karte zum Vilayet Sivas von 1890

Das Vilâyet Sivas (osmanisch سیواس Sivas) war eine der Provinzen des Osmanischen Reiches. Es war eines der sogenannten Sechs Armenischen Vilayets. Die Hauptstadt der Provinz war Sivas.

## Geografie
Das Vilâyet wurde im Osten vom Vilâyet Erzurum begrenzt, vom Vilâyet Mamuretül-Aziz im Südosten, vom Vilâyet Trapezunt im Norden und vom Vilâyet Angora wurde es im Westen begrenzt. Der geografische Vorgänger des Vilâyets Sivas war das Eyâlet Rûm.

## Bevölkerung
Am Ende des 19. Jahrhunderts wurde die Bevölkerung erfasst und osmanische Statistiken wurden veröffentlicht. Insgesamt hatte die Provinz Sivas vor dem Völkermord an den Armeniern im Jahre 1915 eine Bevölkerungszahl von zwischen 1.170.000 und 1.470.000. Der Großteil der Bevölkerung war türkisch, und die Zahl der Armenier lag bei zwischen 152.000 und 200.000, andere Minderheiten waren Kurden, Griechen und syrisch-orthodoxe Christen. Die meisten Armenier lebten im Sandschak Sivas. Die Provinzhauptstadt, die Stadt Sivas, hatte eine Bevölkerungszahl von 45.000, von denen mehr als ein Drittel Armenier waren.
Im Jahre 1914 waren 939.735 der Einwohner muslimisch, 147.099 waren Armenier und 75.324 waren Griechen.

## Verwaltungsgliederung
Zu Beginn des 20. Jahrhunderts (1907) bestand das Vilâyet Sivas aus vier Sandschaks: Sandschak Sivas, Sandschak Tokat, Sandschak Amasya und Sandschak Karahisar-ı Şarkî. Diese Sandschaks wurden weiter in Kazas unterteilt:
- Sancak Sivas: Kazas Sivas, Aziziye, Bünyan-ı Hamid (heute: Bünyan, Hauptort: Sarımsaklı), Tonos (Hauptort: Şarkışla), Yıldızeli (Hauptort: Yenihan), Hafik (Hauptort: Koçhisar), Zara (Koçgiri), Divriği, Darende, Gürün, Kangal
- Sancak Amasya: Kazas Amasya, Merzifon, Köprü (Hauptort: Vezirköprü), Mecitözü (Hauptort: Hacıköy), Ladik, Havza, Gümüşhacıköy (Hauptort: Gümüș Madeni)
- Sancak Karahisar-ı Șarkî: Kazas Karahisar-ı Șarkî (Hauptort: Şebinkarahisar), Suşehri (Hauptort: Anderyas), Hamidiye (Hauptort: Çardak), Koyulhisar (Hauptort: Mișak), Alucra (Hauptort: Zil)
- Sancak Tokat (Tokad): Kazas Tokad, Erbaa (Hauptort: Herek), Zile, Niksar

Soweit die damaligen Kazas nicht nach ihren Hauptorten benannt waren, bekamen in vielen Fällen später die Ortschaften den Namen des Verwaltungsbezirks verliehen, dessen Verwaltungszentrum sie waren. So wurden etwa Herek zu Erbaa und Koçhisar zu Hafik. Dabei liegen die heutigen Verwaltungszentren aber nicht notwendig an derselben Stelle wie ihre Vorgänger in osmanischer Zeit. In anderen Fällen hat sich der Ortsname auch als Name des Verwaltungsbezirks durchgesetzt.
Während seiner Geschichte hatte das Vilâyet Sivas eine wechselnde Anzahl an Sandschaks. Zu Beginn des 20. Jahrhunderts gab es im Vilâyet Sivas 3.160 Dörfer.